# Challenge Cup 1979
Challenge Cup 1979 var en matchserie i ishockey över tre matcher mellan ett NHL All Star-lag och Sovjets landslag som avgjordes i Madison Square Garden, New York mellan den 8 och 11 februari 1979. Serien ersatte den vanliga All Star-matchen under säsongen 1978/1979. Det var första gången som NHL All Star inte spelades sedan den infördes 1947. Sovjet vann serien med 2-1 i matcher.

## Laguppställningar
| Målvakter  | Gerry Cheevers    | Boston Bruins       |
|            | Ken Dryden        | Montreal Canadiens  |
|            | Tony Esposito     | Chicago Black Hawks |
| Backar     | Barry Beck        | Colorado Rockies    |
|            | Guy Lapointe      | Montreal Canadiens  |
|            | Robert Picard     | Washington Capitals |
|            | Denis Potvin      | New York Islanders  |
|            | Larry Robinson    | Montreal Canadiens  |
|            | Börje Salming     | Toronto Maple Leafs |
|            | Serge Savard      | Montreal Canadiens  |
| Forwards   | Bill Barber       | Philadelphia Flyers |
|            | Mike Bossy        | New York Islanders  |
|            | Bobby Clarke C    | Philadelphia Flyers |
|            | Marcel Dionne     | Los Angeles Kings   |
|            | Bob Gainey        | Montreal Canadiens  |
|            | Clark Gillies     | New York Islanders  |
|            | Ron Greschner     | New York Rangers    |
|            | Anders Hedberg    | New York Rangers    |
|            | Guy Lafleur       | Montreal Canadiens  |
|            | Don Marcotte      | Boston Bruins       |
|            | Lanny McDonald    | Toronto Maple Leafs |
|            | Ulf Nilsson       | New York Rangers    |
|            | Gilbert Perreault | Buffalo Sabres      |
|            | Steve Shutt       | Montreal Canadiens  |
|            | Darryl Sittler    | Toronto Maple Leafs |
|            | Bryan Trottier    | New York Islanders  |
| Lagledning | Scotty Bowman     | Montreal Canadiens  |
|            | Claude Ruel       | Montreal Canadiens  |

| Målvakter  | Vladimir Myškin        | Krylja Sovetov |
|            | Vladislav Tretjak      | CSKA Moskva    |
| Backar     | Sergei Babinov         | CSKA Moskva    |
|            | Zinetula Biljaletdinov | Dynamo Moskva  |
|            | Juri Fedorov           | Torpedo Gorki  |
|            | Irek Gimajev           | CSKA Moskva    |
|            | Vasili Pervuhin        | Dynamo Moskva  |
|            | Sergei Starikov        | CSKA Moskva    |
|            | Valerij Vasiljev       | Dynamo Moskva  |
|            | Gennadi Tsygankov      | CSKA Moskva    |
| Forwards   | Helmuts Balderis       | CSKA Moskva    |
|            | Valerij Charlamov      | CSKA Moskva    |
|            | Aleksandr Golikov      | Dynamo Moskva  |
|            | Vladimir Golikov       | Dynamo Moskva  |
|            | Sergei Kapustin        | CSKA Moskva    |
|            | Vladimir Kovin         | Torpedo Gorki  |
|            | Sergej Makarov         | CSKA Moskva    |
|            | Boris Michajlov C      | CSKA Moskva    |
|            | Vladimir Petrov        | CSKA Moskva    |
|            | Viktor Žluktov         | CSKA Moskva    |
|            | Aleksandr Skvortsov    | Torpedo Gorki  |
|            | Viktor Tjumenev        | Krylja Sovetov |
|            | Michajl Varnakov       | Torpedo Gorki  |
| Lagledning | Viktor Tichonov        | CSKA Moskva    |
|            | Vladimir Jurzinov      | Dynamo Moskva  |

## Resultat
| 8 februari 1979 | Sovjet | 2 — 4 (1−3, 0−1, 1−0) | NHL All Stars | Madison Square Garden, New York |

|  |                                                                                        |  | | Åskådare: 17 438 |  |
|  | Michajlov (Vasiljev, Charlamov) (PP1) (11:25) V. Golikov (A. Golikov, Makarov) (43:02) |  | (00:16) Lafleur (Shutt, Clarke) (06:22) (PP1) Bossy (Perreault, Lafleur) (15:48) Gainey (Barber, Beck) (28:14) Gillies (Bossy) |                  |  |

| 10 februari 1979 | NHL All Stars | 4 — 5 (2−1, 2−3, 0−1) | Sovjet | Madison Square Garden, New York |

|  | |  | | Åskådare: 17 438 |  |
|  | Bossy (Trottier, Gillies) (PP1) (13:35) Trottier (Gillies, Bossy) (18:21) Perreault (Sittler) (20:27) Robinson (Lafleur, Dionne) (25:06) |  | (08:10) Kapustin (Starikov) (22:05) Varnakov (Skvortsov) (37:02) (PP1) Michajlov (Petrov, Vasiljev) (37:47) Kapustin (Žluktov) (41:31) V. Golikov (Makarov) |                  |  |

| 11 februari 1979 | NHL All Stars | 0 — 6 (0−0, 0−2, 0−4) | Sovjet | Madison Square Garden, New York |

|  |  |  | | Åskådare: 17 545 |
|  |  |  | (25:47) Michajlov (A. Golikov) (27:44) (PP1) Žluktov (Balderis, Vasiljev) (48:44) Balderis (Gimajev) (50:21) Kovin (Skvortsov, Varnakov) (52:44) Makarov (Kapustin) (54:46) A. Golikov (utan assist) |                  |

Sovjet vann matchserien med 2-1.